# Daimoku
Daimoku (japonais 題目, (litt. « titre »), timmu en chinois) est un terme désignant le titre d'un sutra, et par extension la récitation de ce titre. Il s'utilise principalement pour le désigner le titre en japonais du Sūtra du Lotus — Nam(u)-myōhō-renge-kyō (南無妙法蓮華経) ou Myōhō renge kyō (妙法蓮華経) — prononciation japonaise de Miàofǎ Liánhuā Jīng, traduction en chinois par Kumarajiva du titre original en sanskrit — Sad-dharma-puṇḍarīka-sūtra.
Le mot « daimoku » est essentiellement utilisé par les écoles dites « traditionnelles » du bouddhisme de Nichiren, ainsi que par les mouvements néo-bouddhistes qui en sont issus.

## Éléments d'histoire

### Chine

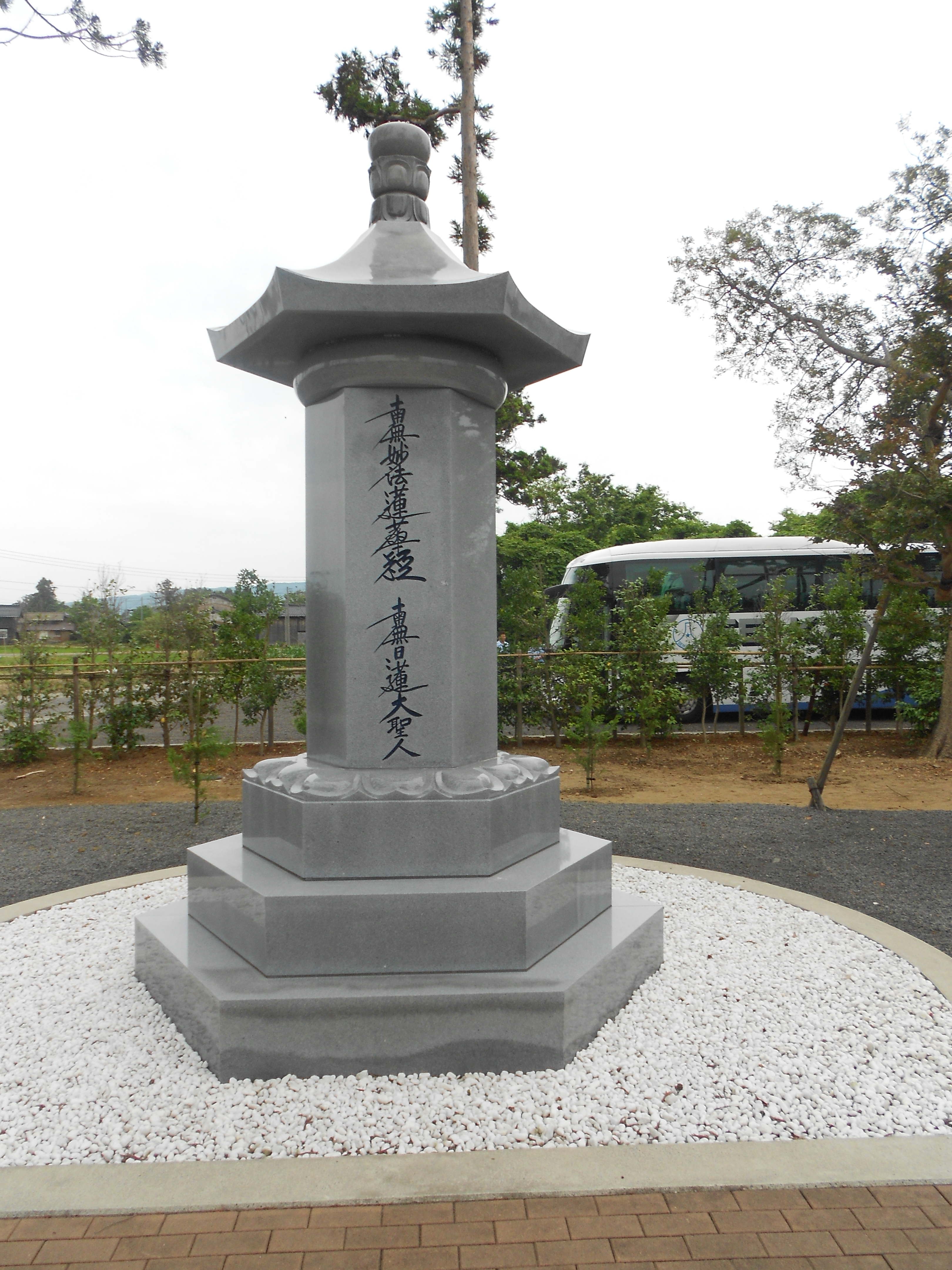
Stèle portant le Daimoku, érigé sur l'île de Sado à l'endroit où Nichiren vécut lors de son exil entre 1271 à 1274.

C'est principalement par Zhiyi, de l'école Tiantai, qui analyse chacun des mots du titre du Sutra du Lotus (devenu le texte fondateur de l'école, tant en Chine qu'au Japon) et en déduit une représentation mystique de l'univers[réf. nécessaire]. On retrouve une démarche identique chez Fazang qui analyse de dix façons différentes le titre[réf. nécessaire] du volumineux Sûtra de l'ornementation fleurie — Avataṃsaka sūtra.).

### Japon
Le daimoku était récité dans différents contextes liturgiques et dévotionnels à l'époque de Heian (794-1185). Par la suite, Nichiren (1222-1282) lui a donné un  fondement doctrinal, et son école en a développé la pratique. En effet, chez ce dernier, la récitation du Daimoku — Nam(u) myōhō renge kyō —  en tant que mantra est prônée pour son efficacité, en lieu et place des moyens opportuns et salvifiques (jap. Hoben ; sanskrit upāya) enseignés par le Bouddha Shakyamuni avant le Sūtra du Lotus, et cela « pour guider les êtres vers la vérité » dans la période de la Fin de la Loi (Fin du Dharma, Mappō).
Par la suite, le daimoku sera utilisé par les huit branches historiques du bouddhisme de Nichiren au Japon, notamment les deux écoles principales que sont la Nichiren Shū et la Nichiren Shōshū, ainsi que par les mouvements néo-bouddhiques récents qui se rattachent plus ou moins à ces écoles, comme la Sōka Gakkai, le Reiyukai et le Risshō Kōsei Kai. Sa récitation devant le Gohonzon constitue la pratique principale des membres du mouvement Soka, tant la Soka Gakkai que la Soka Gakkai internationale.

## Utilisation et signification

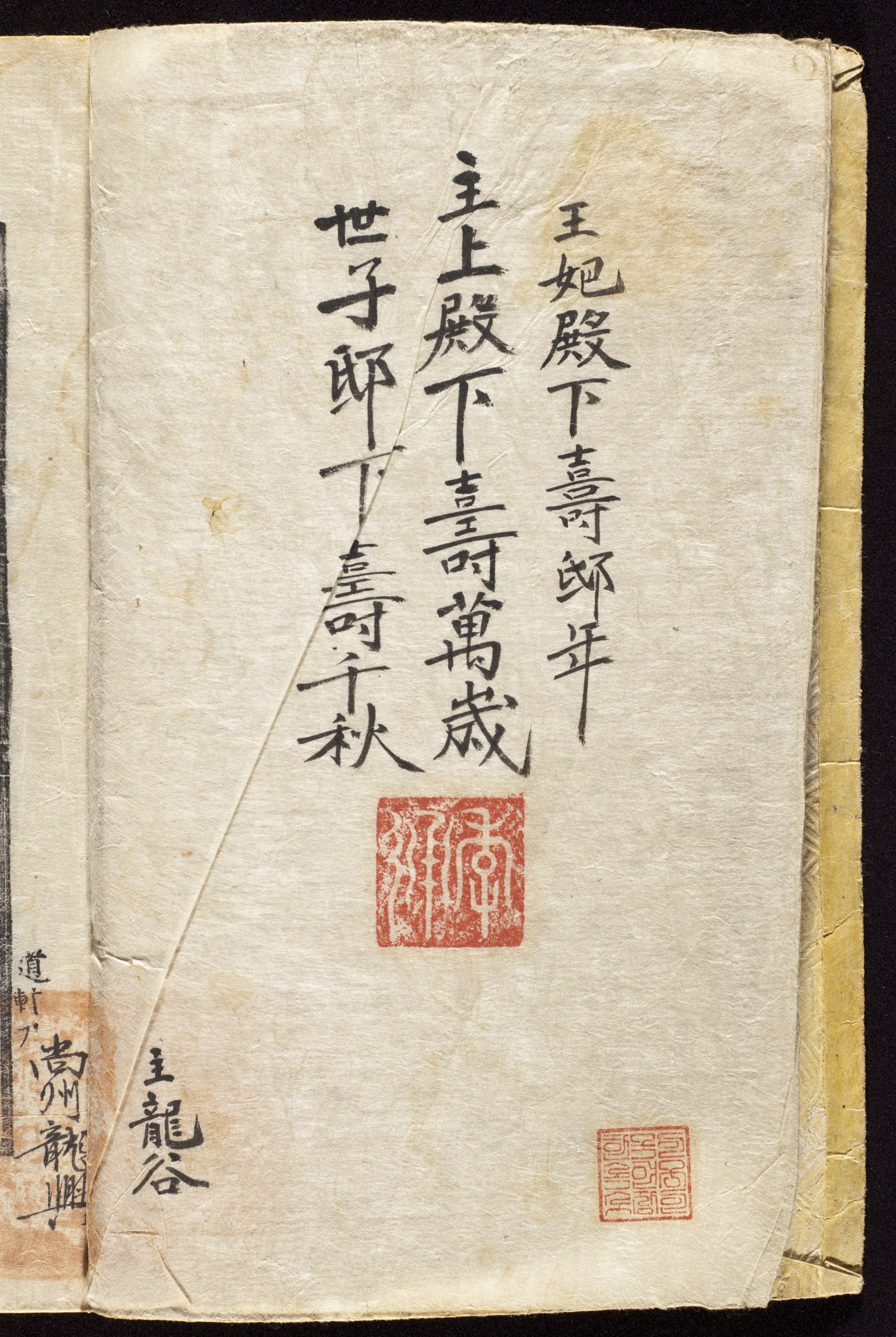
Frontispice d'un manuscrit en coréen du Sûtra du Lotus, portant le titre Myobop yonhwa-kyong.

Le terme « daimoku » peut se traduire par « Hommage au Livre de la Fleur de Lotus de la Loi Sublime », — et être décomposé de la façon suivante : 
Nam (pour Namu) : Dévouement respectueux — consacrer sa propre vie ; Myōhō : La Loi (hō) sublime (myō) — « Myō [étant] le nom donné à la nature merveilleuse de la vie, et Hō à ses manifestations » ; Renge (prononcer Ren-gué) : « Fleur de lotus » — laquelle symbolise, entre autres choses, la simultanéité de la cause et l'effet ; Kyō : la voix ou l'enseignement du Bouddha — ce qui permet l'action ou les vibrations qui résonnent dans l'univers.
Ce titre est supposé résumer l'essentiel de tout le Sûtra du Lotus, et sa récitation en prononciation japonaise est donc une des pratiques primordiales des écoles rattachées à Nichiren ainsi qu'à la Soka Gakkai. La récitation reçoit d'ailleurs le nom de honmon no daimoku, c'est-à-dire « daimoku de l'enseignement essentiel ». Pour Nichiren, le daimoku est une des « Trois grandes lois ésotériques » (sandai hihô), à côté du gohonzon (principal objet de vénération pour le bouddhisme Nichiren) et du honmon no kaidan, le sanctuaire dans lequel le grand Gohonzon est enchâssé (ou d'une pièce de sa maison dans le cas de particuliers),. À ce titre, le daimoku illustre la maîtrise de la sagesse (prajña) dans le « triple entraînement » (Triple entraînement (bouddhisme) (en) Triśikṣa), tandis que les gohonzon et au kaidan correspondent respectivement à la méditation et aux préceptes ,,.

Le Daimoku est donc très important, car il permet de d'obtenir des mérites (punya), comme le montre encore cette citation de Nichiren[réf. nécessaire]:

« Il y a rémunération en mérites [obtention de bienfaits] même pour celui qui ne comprend pas quand il récite Nam(u) myōhō renge kyō, comme ne cesse de grandir le corps de l'enfant qui boit le lait maternel sans en connaître les bienfaits. »

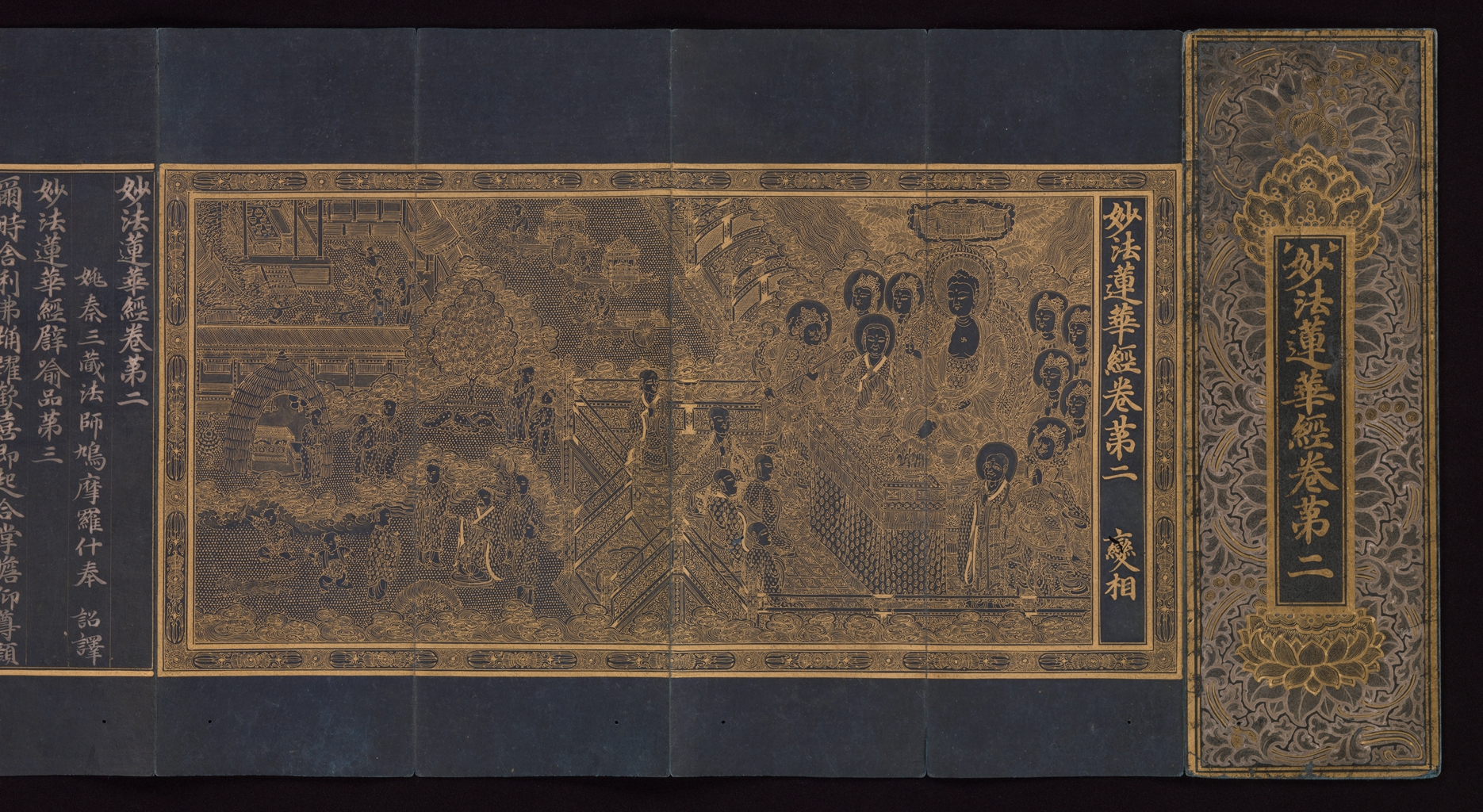
Manuscrit illustré du volume 2 du Sûtra du Lotus (Miaofa lianhua jing).produit en Corée vers 1340, Dynastie Goryeo. Metropolitan Museum of Art.